# King's X
King's X est un groupe américain de rock, originaire de Katy, au Texas mélangeant metal progressif, funk et soul, et chants influencé par le gospel, blues et la pop. Leurs paroles s'inspirent de la religion et de l'auto-acceptation. King's X atteint la 83e place au classement des 100 plus grands groupes du hard rock de VH1.
Après avoir signé au label Megaforce Records en 1987, King's X a fait paraître douze albums studio, un album live officiel, et autres nombreuses parutions indépendantes. L'album le plus récent en date, XV, est paru au label InsideOut Music. Au début de leur carrière, ils participent à nombre de festivals aux côtés de groupes comme AC/DC. Après leur départ d'Atlantic records et après la parution de Ear Candy, King's X signe au label Metal Blade Records. La nature spirituelle des paroles du groupe, en particulier des trois premiers albums, les a mené à se faire décrire comme un groupe de rock chrétien, ce que le groupe contredit fermement.

## Historique

### Débuts (1980-1984)

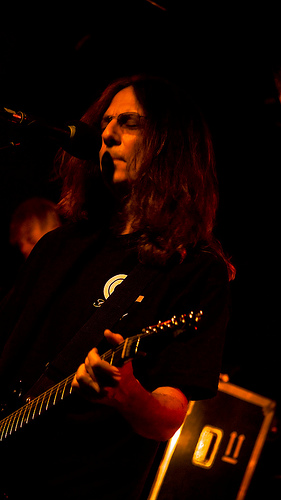
Ty Tabor, chanteur et guitariste du groupe.

Les prémices de groupes peuvent être retracées en 1979 à Springfield, dans le Missouri, lorsque le bassiste Doug Pinnick et le batteur Jerry Gaskill sont appelés à participer à un projet musical dirigé par Greg X. Volz du groupe de rock chrétien Petra. Un mois après l'arrivée de Pinnick depuis l'Illinois, le projet prend forme, mais lui et Gaskill se retrouvent seuls. Ils s'engagent alors dans le groupe de Phil Keaggy jouant de la guitare rythmique. Ils partent ensuite en tournée promotionnelle dans le pays pendant dans mois pour l'album Ph'lip Side. Pendant une prestation du groupe à Springfield, Gaskill rencontre Ty Tabor. Le batteur du groupe de Tabor s'est défilé avant le début du concert, et Tabor décide alors de prendre sa place à la batterie. Cependant, manquant d'équipements, Tabor demande à Gaskill s'il peut lui emprunter sa batterie, et ce dernier accepte. Fin de la tournée, Pinnick et Gaskill reviennent à Springfield et tentent de se trouver du travail. Gaskill participe à une démo pour le groupe Tracy Zinn avec Ty Tabor à la guitare. Les deux se lient d'amitié et décident de former un projet musical.
Au printemps 1980, Pinnick assiste à un spectacle musical au Evangel College dans lequel l'un des autres membres du groupe à Tabor jouait. Pinnick, impressionné par le talent de Tabor, commence une collaboration avec lui. Finalement, Gaskill, Pinnick, et Tabor décident de combiner leurs talents en un seul projet. Sous le nom de The Edge, ils démarrent en tant que groupe aux côtés de Dan McCollam à la guitare rythmique. McCollam quitte le groupe peu de temps après et se voit remplacé par Kirk Henderson, l'un des amis de Tabor's originaire de Jackson, dans le Mississippi. En 1983, Henderson quitte le groupe et Pinnick, Tabor, et Gaskill décident de continuer en tant que trio. Ils changent de nom pour Sneak Preview. À ce stade, ils écrivent et enregistrent leurs propres chansons. Ils auto-produisent et distribuent un LP éponyme en 1983. En 1985, le groupe se lie avec le label Star Song Records basé à Houston, au Texas, et sont encouragés à le rejoindre. Ils devaient à la base participer à une tournée aux côtés de Morgan Cryar. Tabor et Pinnick sont également crédités pour l'écriture des chansons du second album de Cryar intitulé Fuel on the Fire en 1986. À Houston, le groupe fait la rencontre de Sam Taylor, futur vice-président de la société ZZ Top. Taylor est rapidement intéressé par le trio et tente de les convaincre de changer de nom pour King's X.

### Période Megaforce (1988-1989)
Le groupe fait paraître son premier album sous le nom de King's X, Out of the Silent Planet, en 1988. Prôné par la presse spécialisée (il sera l'album de l'année du magazine Kerrang), l'album ne réussit cependant pas un succès commercial attendu, mais atteint la 144e place du Billboard. Les chansons King et Shot of Love paraissent indépendamment mais n'attirent aucune attention particulière. Le titre de l'album s'inspire d'un ouvrage de C. S. Lewis, Out of the Silent Planet. Il semblerait que ce soit à partir d'ici que le groupe cite l'écrivain britannique.
En 1989, le groupe fait paraître Gretchen Goes to Nebraska. Ils contient de nombreuses chansons appréciées par les fans telles que Summerland, Mission, et The Burning Down. La chanson The Difference (In the Garden of St. Anne's-on-the-Hill) semblerait citer une nouvelle fois C.S. Lewis. La chanson Over My Head est modérément jouée sur MTV et à la radio. Ils font ensuite paraître un troisième album, Faith, Hope, Love, en 1990. Faith Hope Love est le premier album du groupe à atteindre le US Top 100, grâce au single It's Love. Une autre chanson, We Were Born to Be Loved, a été utilisée pour le bumper de l'émission télévisée CBS Orchestra de Paul Shaffer. Un peu plus tard, King's X remet en question l'implication de Sam Taylor dans leur projet.
Le groupe finit par jouer aux côtés du groupe AC/DC dans une tournée américaine et européenne pendant les deux premiers trimestres de 1991. Ils jouent également aux côtés de Living Colour. Ce même été, leur chanson Junior's Gone Wild est utilisé pour le film Les Aventures de Bill et Ted.

### Période Atlantic (1990-1997)
Le groupe signe au label parent de Megaforce, Atlantic Records, pour la parution prochaine de leur quatrième album, King's X, au printemps 1992. Mais des tensions avec Taylor mènent le groupe à composer une musique moins optimiste et plus sombre comparée à leurs dernières albums. Black Flag, leur nouveau single, est modérément diffusé sur MTV et à la radio. Peu après la parution de King's X, le groupe se sépare de Taylor. Les détails de cette séparation ne sont pas directement rendus publiques. Taylor admet en 1996 que sa société Wilde Silas MusicWorks était en pleine expansion, et qu'il n'attribuait plus assez l'attention que méritait King's X. Dans la foulée, King's X devient inactif pendant une année pour décider de l'avenir du groupe. Les membres décident de se concentrer sur d'autres projets qui n'appartiennent pas au domaine musical ; notamment, le guitariste Ty Tabor décide d'entamer une carrière semi-professionnelle dans les courses de motocross.
Avec le grunge au pic de sa popularité, et le bassiste de Pearl Jam, Jeff Ament, déclarant King's X comme « inventeur du grunge », le groupe cherche une nouvelle approche sonore pour marquer leur retour. Ils engagent le producteur Brendan O'Brien, récent producteur d'albums pour Stone Temple Pilots et Pearl Jam. L'album qui en résulte, Dogman paraît en 1994. Le groupe tourne alors en première partie de Pearl Jam et Mötley Crûe et se produit lors de la première soirée de Woodstock'94 en août 1994. Le troisième album du groupe chez Atlantic, Ear Candy, produit par Arnold Lami, est commercialisé en 1996.

### Période Metal Blade (1998-2004)
Le groupe signe au label Metal Blade Records en 1998. Leur premier album sous ce label, Tape Head, marque un nouveau départ pour le groupe. Ils modifient leurs méthodes créatives en écrivant et enregistrant leur album ensemble au studio, plutôt que séparément. Leurs albums suivants, Please Come Home... Mr. Bulbous (2000) et Manic Moonlight (2001), sont plus expérimentaux. Manic Moonlight incorpore notamment des loops entre les morceaux. Le double-disque Live All Over The Place (2004) est le dernier album du groupe au label Metal Blade Records.

### Période InsideOut (depuis 2005)

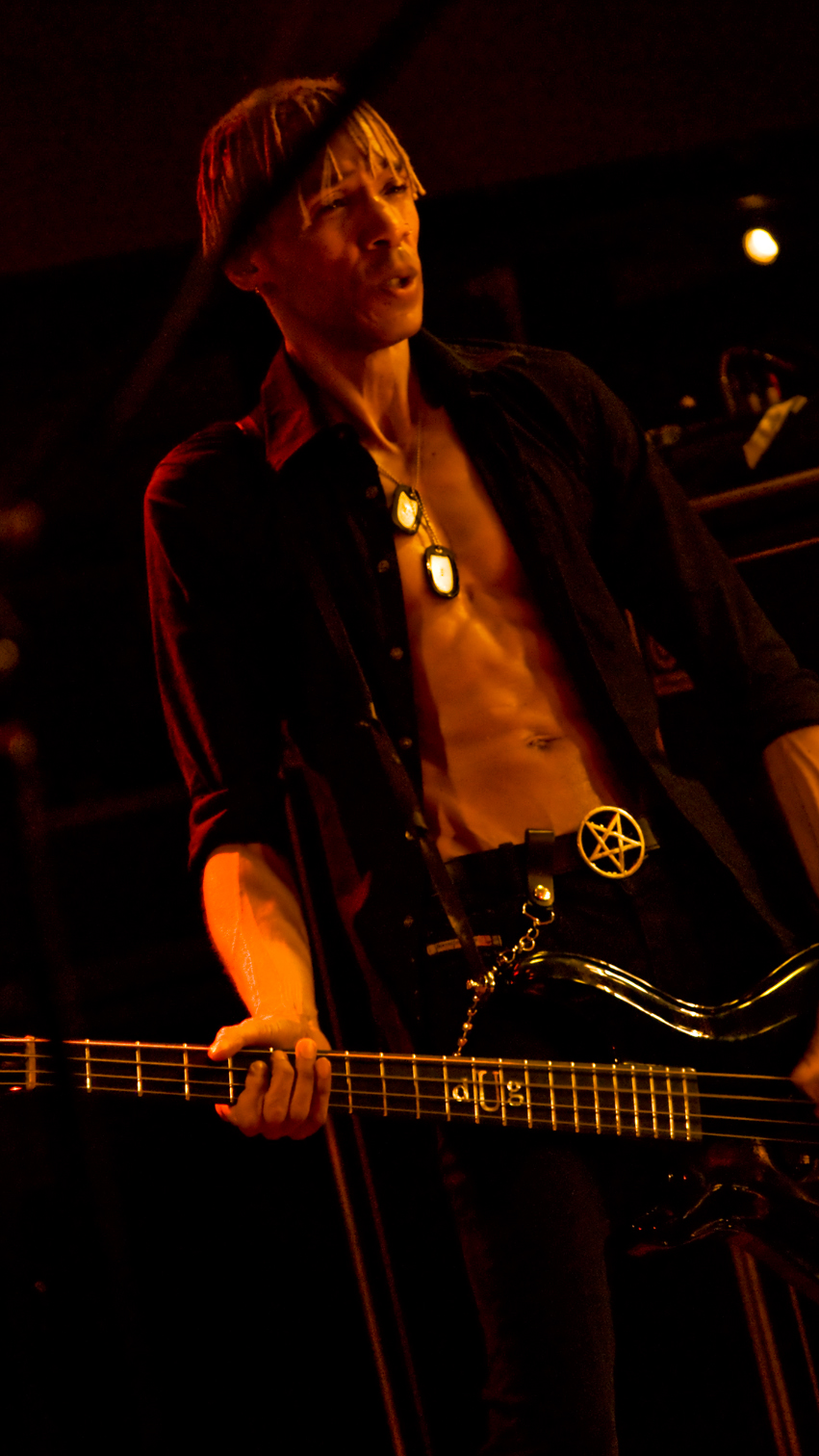
Doug Pinnick, chanteur et bassiste du groupe.

En 2005, King's X signe au label InsideOut Music. L'album Ogre Tones est commercialisé en septembre 2005 et est décrit comme un retour au son « classique » de King's X. Il est produit par Michael Wagener (Dokken, Extreme, Stryper, White Lion, Skid Row) et enregistré aux Wageners Wire-World Studios de Nashville, dans le Tennessee. À la tournée promotionnelle pour Ogre Tones, le groupe joue l'album dans son intégralité. King's X travaille de nouveau avec Michael Wagener sur son second album pour InsideOut Music intitulé XV, commercialisé en 2008. Ils passent tout l'été 2008 en tournée avec le groupe Extreme pendant le Rock 'n Roll Fantasy Camp. Des dates américaines en décembre 2008 sont suivies de dates européennes pour début 2009. Molken Music, un label indépendant fondé par Wally Farkas (ex-membre de Galactic Cowboys) en 2005, fait paraître de nombreux titres signés King's X et de ses membres. Live & Live Some More, un concert en live enregistré lors de la tournée Dogman est disponible sur le site officiel du label. le label fait paraître le premier DVD live du groupe, Gretchen Goes to London en novembre 2008. Il s'agit d'un concert filmé à Londres en 1990. Le DVD Live Love in London enregistré le 22 janvier 2009 à l'Electric Ballroom, à Londres, paraît en novembre 2010.
Le 26 février 2012, Jerry Gaskill souffre d'une crise cardiaque et pneumonie, repoussant les dates de tournée du groupe. King's X fait paraître un album live disponible en téléchargement pour régler les frais médicaux : Burning Down Boston: Live at The Channel 6.12.91 sur Moken Music.
En septembre 2014, le groupe annule ses futurs concerts depuis que Gaskill a été frappé par une légère crise cardiaque. En 2015, le groupe part en tournée sur la côte -est américaine. En juin 2015, Doug Pinnick annonce un nouvel album de King's X, leur premier depuis XV en 2008.
Le nouvel album tant attendu 'Three sides of one' sort en septembre 2022.

## Membres

### Membres actuels
- Doug Pinnick – guitare basse, chant lead et secondaire (depuis 1980)
- Ty Tabor – guitare lead, chant lead et secondaire (depuis 1980)
- Jerry Gaskill – batterie, percussions, chant lead et secondaire (depuis 1980)

### Anciens membres
- Dan McCollam – guitare rythmique, chœurs (1980)
- Kirk Henderson – guitare rythmique, chœurs (1980–1983)

## Discographie
- 1988 : Out of the Silent Planet
- 1989 : Gretchen Goes to Nebraska
- 1990 : Faith, Hope, Love by King's X
- 1992 : King's X
- 1994 : Dogman
- 1996 : Ear Candy
- 1997 : The Best of King's X
- 1998 : Tape Head
- 2000 : Please Come Home... Mr Bulbous
- 2001 : Manic Moonlight
- 2003 : Black Like Sunday
- 2004 : Live All Over the Place
- 2005 : Ogre Tones
- 2006 : Live, Live, Live... and Some More
- 2008 : XV
- 2010 : Live Love in London
- 2022 :Tree Sides of One